# Turnix ocellatus
Turnix ocellatus е вид птица от семейство Трипръсткови (Turnicidae).

## Разпространение
Видът е разпространен във Филипините.